# Lagutskottet (Sverige)
Lagutskottet var ett riksdagsutskott för vissa lagfrågor under perioden 1971-2006. Även i ståndsriksdagen och tvåkammarriksdagen fanns ett lagutskott (från och med 1918 uppdelat i första lagutskottet och andra lagutskottet, år 1949 kompletterat med tredje lagutskottet).
Lagutskottet under enkammarriksdagen hanterade civilrättsliga frågor som bland annat familjerätt, handels- och försäkringsavtalsrätt, bolags- och föreningsrätt, skadeståndsrätt, immaterialrätt (bland annat upphovsrätt och patent), konkursrätt och konsumenträtt. Lagutskottet var det enda riksdagsutskott som inte beredde några budgetfrågor. Den sista ordföranden i utskottet var  2002-2006 Inger René (m).
1 oktober 2006 slogs utskottet samman med bostadsutskottet, och bildade civilutskottet.

## Lista över utskottets ordförande
- Gustaf Sparre (1840–1841)
- Erik Sparre  (1850/1851–1865/1866)
- Lennart Andersson (s) (1979–1982)[2]
- Per-Olof Strindberg (m) (1982–1988)
- Rolf Dahlberg (m) (1988–1991)
- Maj-Lis Lööw (s) (1991–1994)
- Agne Hansson (c) (1994–1998)
- Tanja Linderborg (v) (1998–2002)
- Inger René (m) (2002–2006)

## Lista över utskottets vice ordförande
- Arvid Gustaf Faxe (1867–1870)
- Karl Husberg (1898–1899)
- Nils Alexanderson (1916–1918)
- Lennart Andersson (s) (1976–1979)[2]
- Lennart Andersson (s) (1982–1991)[2]
- Holger Gustafsson (kd) (1991–1994)
- Anita Persson (s) (1994–1998)
- Marianne Carlström (s) (1998–2006)